# Fuglavernd
Fuglavernd ist die isländische Vereinigung für Vogel- und Naturschutz. Die Vereinigung wurde 1963 gegründet, arbeitet ehrenamtlich und hat ca. 550 Mitglieder. Sitz der Organisation ist Reykjavík. Fuglavernd ist der Isländische Partner von BirdLife International.
Fuglavernd betreibt ein Langzeitmonitoring der isländischen Population des Seeadlers (Haliaeetus albicilla) in Kooperation mit dem Isländischen Institut für Naturgeschichte.